# Fauno Barberini
Il Fauno Barberini, o il Satiro ubriaco, è un'antica scultura greca di epoca ellenistica che raffigura un satiro ebbro e dormiente, la cui esecuzione è collocabile al 220 a.C. circa. L'opera è conservata presso la Gliptoteca di Monaco (Inv. 218). La statua, di scuola pergamena, è considerato un grande capolavoro della scultura ellenistica.

## Storia
La statua proviene da Roma, dove fu ritrovata nei fossati di Castel Sant'Angelo attorno al 1624. Nel 1628 era già nella collezione del cardinale Francesco Barberini. Fu ben presto una delle statue più ammirate di Roma, paragonata per bellezza al mutilo Torso del Belvedere. Conservata in Palazzo Barberini, ove fu ammirata e descritta per due secoli, divenne oggetto di tentativi di acquisto già nella seconda metà del Settecento, come innumerevoli opere d'arte delle collezioni principesche romane nel periodo del Grand Tour. Il Fauno fu più volte restaurato, le prime due volte nel 1628 e nel 1635 da Arcangelo Gonnelli, che gli diede una posizione sdraiata. Nel 1679 un nuovo restauro ad opera di Giuseppe Giorgetti e Lorenzo Ottoni cambiò la posa della scultura, da sdraiata a seduta sopra una roccia. I due restauratori erano fortemente influenzati nella scelta, della posa dal fiume Nilo nella fontana dei fiumi di Gian Lorenzo Bernini. Le integrazioni delle gambe e del braccio sinistro erano in stucco. Più di un secolo dopo, nel 1799, il Fauno viene venduto direttamente dai Barberini, in grave crisi finanziaria, allo scultore e restauratore romano Vincenzo Pacetti, che lo restaura nuovamente sostituendo i pezzi in stucco con integrazioni in marmo. Pacetti sperava di vendere la scultura a un ricco acquirente straniero. Nel 1804, in seguito a una causa giudiziaria, i Barberini riuscirono a rientrare in possesso del Fauno.

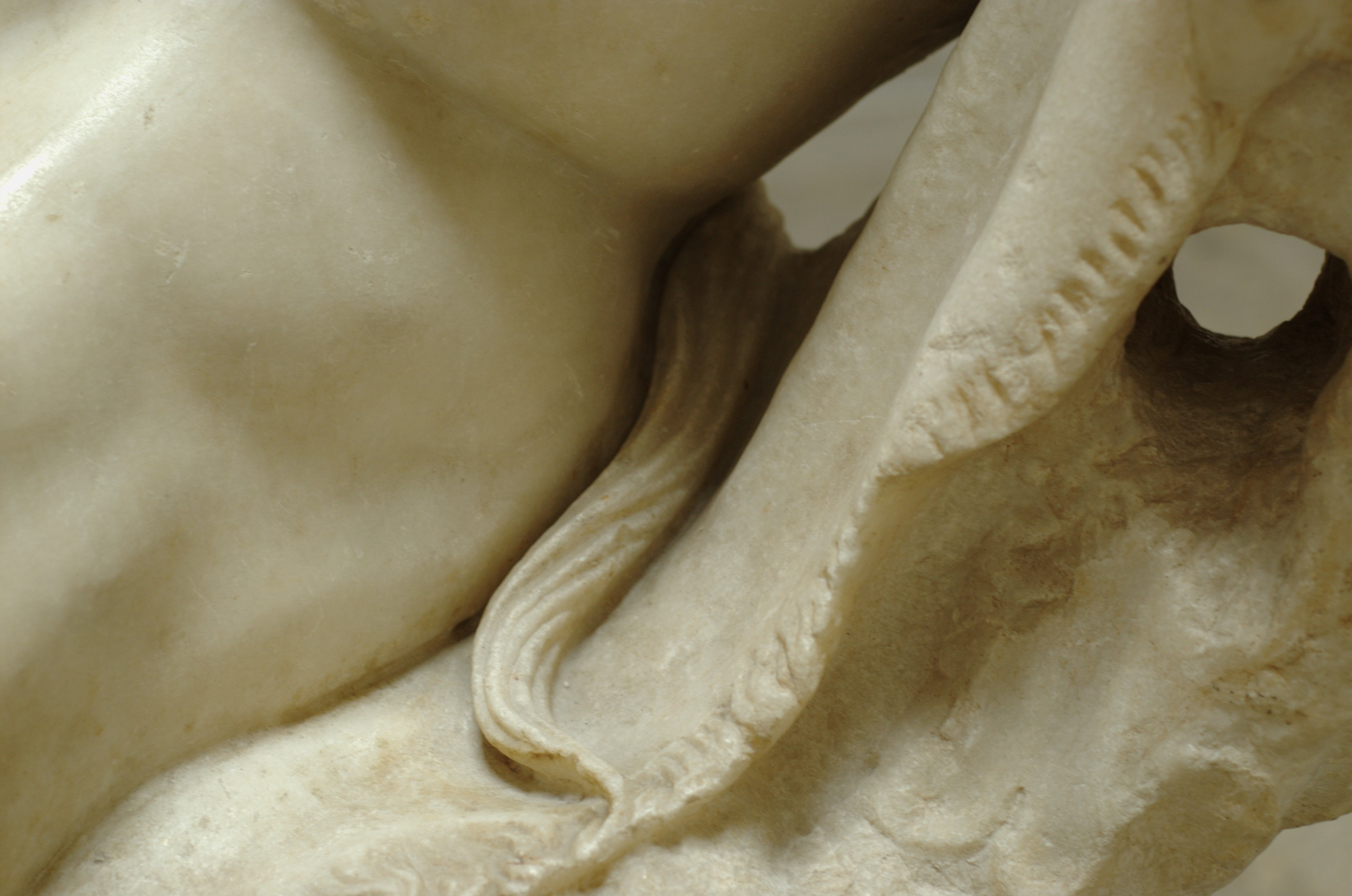
Particolare della statua del Fauno, raffigurante la sua doppia coda

Fu il principe ereditario Ludovico di Baviera, che stava allestendo la Gliptoteca di Monaco in quegli anni, ad acquistarlo nel 1814. Il cardinale Bartolomeo Pacca fece porre un bando all'esportazione, anche su sollecitazione di Antonio Canova, perché questo capolavoro restasse a Roma; ma dopo alcuni anni di pressioni diplomatiche fu ottenuta la revoca del bando e la scultura partì da Roma alla fine del 1819. Il 6 gennaio 1820 arrivò a Monaco, ove fu collocata in un emiciclo a essa appositamente destinato da tempo nella Glyptothek. 
Altri interventi di restauro sono stati eseguiti nel 1972, rimuovendo la gamba destra inserita dal Pacetti, che nel 1986 è stata reintegrata in modo più adeguato. 
È considerato un capolavoro dell'ellenismo.

## Descrizione
Sebbene a prima vista sembri un semplice giovane, la statua in realtà rappresenta un satiro: ha un pene di sostenute dimensioni, delle orecchie appuntite, la coda, una corona di edera e una pelle di pantera, tutte caratteristiche tipiche di queste figure mitiche dionisiache.
La figura è sdraiata su una roccia, il che farebbe pensare agli effetti del vino e quindi all'ebbrezza. Le gambe divaricate, la testa rivolta verso il giaciglio e le braccia riverse a fare da cuscino danno abilmente l'impressione di una posa complessa, esempio di virtuosismo in scultura.